# Triptognathus syraensis
Triptognathus syraensis är en stekelart som först beskrevs av Peter Friedrich Ludwig Tischbein 1874.  Triptognathus syraensis ingår i släktet Triptognathus och familjen brokparasitsteklar. Inga underarter finns listade i Catalogue of Life.